# Ramón Piñeiro
Ramón Piñeiro (ur. 29 października 1991 roku w Barcelonie) – hiszpański kierowca wyścigowy.

## Kariera
Piñeiro rozpoczął karierę w wyścigach samochodowych w 2008 roku od startów w Europejskiej Formule BMW. Z dorobkiem 37 punktów uplasował się tam na dwudziestej pozycji w klasyfikacji generalnej. Rok później w tej samej serii był dziewiętnasty. W późniejszych latach pojawiał się także w stawce Formuły Palmer Audi, Formuły 2 oraz European F3 Open.
W Mistrzostwach Formuły 2 startował w latach 2010-2011. W 2010 roku był 22. Rok później już trzykrotnie zwyciężał i siedmiokrotnie stawał na podium. Uzbierane 185 punktów pozwoliło mu stanąć na najniższym stopniu podium końcowej klasyfikacji kierowców.

## Statystyki
| Sezon | Seria                             | Zespół            | Wyścigi | Zwycięstwa | PP | NO | Podium | Punkty | Pozycja |
| ----- | --------------------------------- | ----------------- | ------- | ---------- | -- | -- | ------ | ------ | ------- |
| 2008  | Europejska Formuła BMW            | Fortec Motorsport | 16      | 0          | 2  | 1  | 0      | 37     | 20      |
| 2009  | Europejska Formuła BMW            | FMS International | 10      | 0          | 0  | 0  | 0      | 38     | 19      |
| 2009  | Europejska Formuła BMW            | Motaworld Racing  | 6       | 0          | 0  | 0  | 0      | 38     | 19      |
| 2009  | Formula Palmer Audi               | Motorsport Vision | 6       | 0          | 0  | 0  | 1      | 56     | 20      |
| 2010  | Formula Palmer Audi               | MotorSport Vision | 20      | 4          | 1  | 2  | 11     | 320    | 3       |
| 2010  | European F3 Open                  | Team West-Tec     | 2       | 0          | 0  | 0  | 0      | 0      | 22      |
| 2010  | European F3 Open - Copa de España | Team West-Tec     | 2       | 0          | 0  | 0  | 0      | 8      | 10      |
| 2010  | Formuła 2                         | MotorSport Vision | 2       | 0          | 0  | 0  | 0      | 1      | 22      |
| 2011  | Formuła 2                         | MotorSport Vision | 16      | 3          | 2  | 1  | 7      | 185    | 3       |